# Indianapolis 500 1993

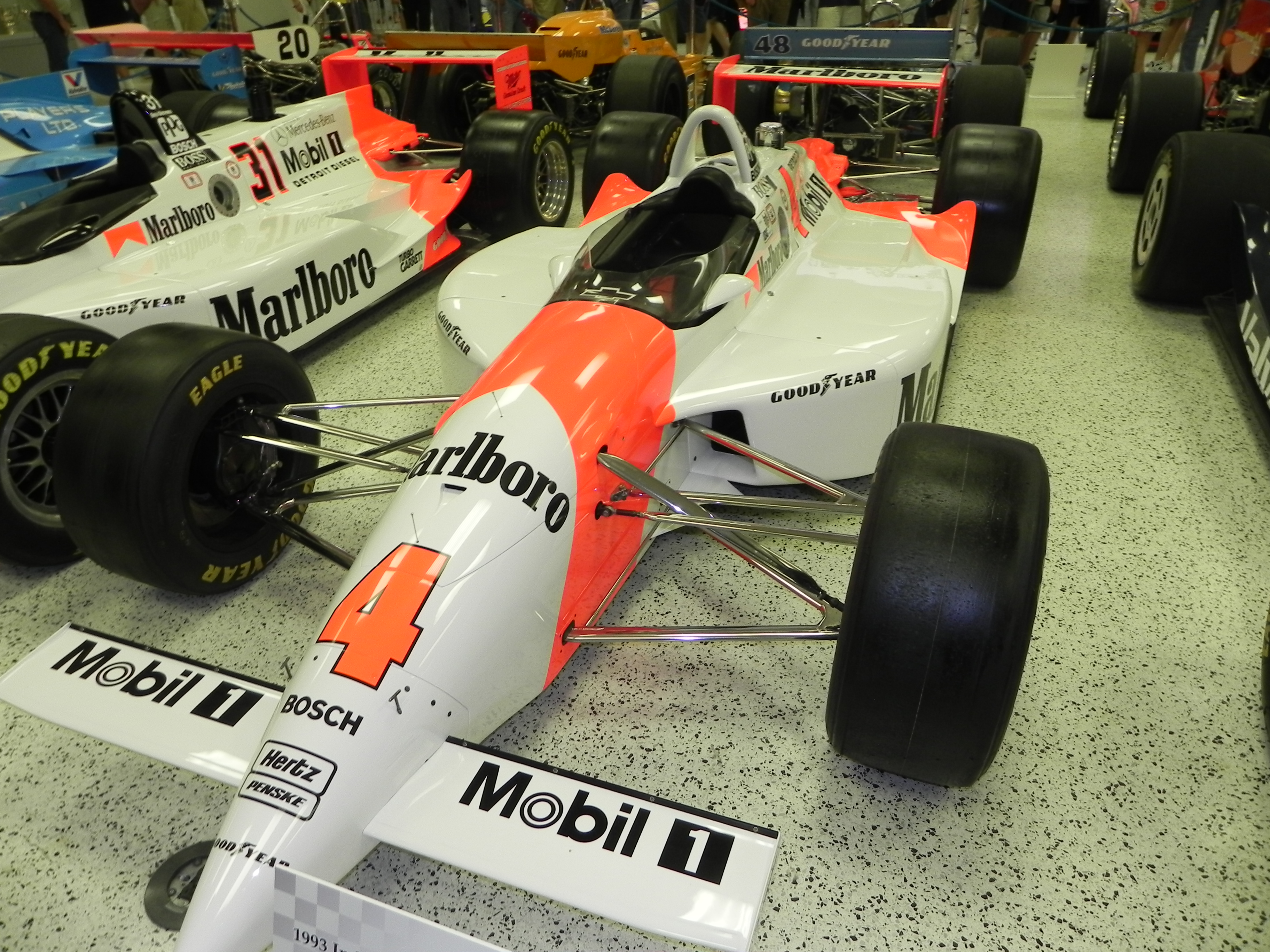
Emerson Fittipaldi vinnarbil utställd på Indianapolis Motor Speedway Museum.

Indianapolis 500 1993 var ett race som kördes den 30 maj på Indianapolis Motor Speedway. Emerson Fittipaldi vann tävlingen, vilket gav honom titeln i USAC National Championship, samt en seger i 1993 års CART World Series.

## Tävlingen
Det gjordes signifikativa förändringar på banan inför 1993 års race, med en uppvärmningsfil tillbyggd för bilar som skulle lämna depån, så att de kom ut efter den andra kurvan, vilket gjorde att möjligheterna att gena över bankanten försvann, liksom möjligheten att köra hela varvet utan att släppa av med gasen i kurvorna. Det gjorde även omkörningar svårare, då banans bredd minskade. Dessutom fick banan en ny mur som bättre tog upp stötar ifrån kraschade bilar.
Emerson Fittipaldi tog sin andra seger i tävlingen, efter att ha passerat Nigel Mansell vid en omstart sexton varv från mål. Han följdes förbi Mansell av polevinnaren Arie Luyendyk, som hade skrällt och tagit pole position med Chip Ganassi Racing, vilket var stallets första någonsin. Mario Andretti ledde 72 varv, vilket var flest av alla, men det var ändå Raul Boesel som länge såg ut att ha greppet om segern, tills han tappade under loppets andra halva. 
Den största överraskningen var att 1986 års vinnare, och den regerande mästaren i CART; Bobby Rahal, missade att kvala in, efter att ha använt sig av sitt eget teams chassin, vilket fick honom att köpa in chassin från Lola för resten av säsongen.
Fittipaldis seger gjorde att han blev den förste föraren som inte tävlade för USA som lyckades vinna Indy 500 två gånger. Han orsakade kontrovers efter tävlingen, sedan han avstått från att dricka den traditionella skålen med mjölk som ges till vinnaren, för att istället dricka egenproducerad apelsinjuice. Det gjorde att delar av publiken jublade när Fittipaldi kraschade 1994 i en klar ledning.

## Slutresultat
| Plats | Förare                | Team                     | Grid |
| ----- | --------------------- | ------------------------ | ---- |
| 1     | Emerson Fittipaldi    | Marlboro Team Penske     | 9    |
| 2     | Arie Luyendyk         | Chip Ganassi Racing      | 1    |
| 3     | Nigel Mansell         | Newman/Haas Racing       | 8    |
| 4     | Raul Boesel           | Dick Simon Racing        | 3    |
| 5     | Mario Andretti        | Newman/Haas Racing       | 2    |
| 6     | Scott Brayton         | Dick Simon Racing        | 11   |
| 7     | Scott Goodyear        | King Racing              | 4    |
| 8     | Al Unser Jr.          | Galles Racing            | 5    |
| 9     | Teo Fabi              | Jim Hall Racing          | 17   |
| 10    | John Andretti         | A.J. Foyt Enterprises    | 24   |
| 11    | Stefan Johansson      | Bettenhausen Motorsports | 6    |
| 12    | Al Unser              | King Racing              | 23   |
| 13    | Jimmy Vasser          | Hayhoe Racing            | 19   |
| 14    | Kevin Cogan           | Galles Racing            | 14   |
| 15    | Davy Jones            | Euromotorsport           | 28   |
| 16    | Eddie Cheever         | Team Menard              | 33   |
| 17    | Gary Bettenhausen     | Team Menard              | 18   |
| 18    | Hiro Matsushita       | Walker Racing            | 26   |
| 19    | Stéphan Grégoire      | Project Indy             | 15   |
| 20    | Tony Bettenhausen Jr. | Bettenhausen Motorsports | 22   |
| 21    | Willy T. Ribbs        | Walker Racing            | 30   |
| 22    | Didier Theys          | Hemelgarn Racing         | 32   |
| 23    | Dominic Dobson        | Burns Racing             | 27   |
| 24    | Jim Crawford          | King Racing              | 31   |
| 25    | Lyn St. James         | Dick Simon Racing        | 21   |
| 26    | Geoff Brabham         | Team Menard              | 29   |
| 27    | Robby Gordon          | A.J. Foyt Enterprises    | 25   |
| 28    | Roberto Guerrero      | King Racing              | 10   |
| 29    | Jeff Andretti         | Pagan Racing             | 16   |
| 30    | Paul Tracy            | Marlboro Team Penske     | 7    |
| 31    | Stan Fox              | Hemelgarn Racing         | 20   |
| 32    | Nelson Piquet         | Team Menard              | 13   |
| 33    | Danny Sullivan        | Galles Racing            | 12   |

Följande förare missade att kvalificera sig:
- Scott Pruett
- Bobby Rahal
- Eric Bachelart
- Mark Smith
- Olivier Grouillard
- Rocky Moran
- Buddy Lazier
- John Paul Jr.